# Владан Бајчета
Владан Бајчета (Босанска Крупа, 12. фебруар 1985) српски је историчар књижевности и књижевни критичар.

## Биографија
Основну школу и гимназију завршио у Пљевљима. Дипломирао на групи за српску и светску књижевност Филолошког факултета Универзитета у Београду, где је завршио мастер и докторске академске студије.
Тема магистарског рада била је: Живот и литература у прози Стевана Раичковића, а докторске дисертације: Књижевно дјело Борислава Михајловића Михиза.
Владан Бајчета је виши научни сарадник Института за књижевност и уметност у Београду на Одељењу за историју српске књижевне критике и метакритике.
Приређивач је Сабраних дела Владана Деснице која ће излазити сукцесивно до значајног јубилеја - 120. годишњице од рођења великог писца.
Оснивач научне манифестације „Михизови сусрети” (2022) која се једном годишње одржава у Михизовој родној кући у Иригу.
Члан је Удружења за културу, уметност и међународну сарадњу Адлигат.

## Награде
- Награда „Милан Богдановић”, за критички текст „Мемоари о себи” о књизи Видно поље Горана Бабића, 2023.[5]

## Дела

### Монографије
- Борислав Михајловић Михиз: критичар и писац. Матица српска, Нови Сад, 2021. (2021);
- Non omnis moriar: о поезији и смрти у опусу Владана Деснице. Institut za književnost i umetnost, Beograd, 2022. (2022).
- Књижевност с предумишљајем: стваралачка биографија Слободана Селенића, Академска књига, Нови Сад, 2023.[6]
- Књижевност транзиције: прилози за историју српске прозе 1990–2020, Архипелаг, Београд, 2024.[7]

### Приређене књиге

#### Сабрана дела Борислава Михајловића Михиза
- Критике и огледи 1 (прикази, осврти, полемике, белешке, поводи, анкете, некролози), Приредио Владан Бајчета, Матица српска / Универзитетска библиотека „Светозар Марковић“ / Српска читаоница, Нови Сад / Београд / Ириг, 2021.
- Критике и огледи 2 (студије, есеји, портрети, предговори, поговори), Приредио Владан Бајчета, Матица српска / Универзитетска библиотека „Светозар Марковић“ / Српска читаоница, Нови Сад / Београд / Ириг, 2021.
- Књига о Михизу, Приредио Владан Бајчета, Поговор написао Јован Делић, Матица српска / Универзитетска библиотека „Светозар Марковић“ / Српска читаоница, Нови Сад / Београд / Ириг, 2022.

#### Сабрана дела Владана Деснице
- Зимско љетовање, Приредио Владан Бајчета, Народна библиотека Србије, Београд, 2022.
- Приповијетке, Приредио Владан Бајчета, Народна библиотека Србије, Београд, 2022.
- Прољећа Ивана Галеба, Приредио Владан Бајчета, Народна библиотека Србије, Београд, 2023.
- Слијепац на жалу / Љестве Јаковљеве / Концерт, Приредио Владан Бајчета, Народна библиотека Србије, Београд, 2023.
- Критике, Приредио Владан Бајчета, Народна библиотека Србије, Београд, 2024.
- Огледи, Приредио Владан Бајчета, Народна библиотека Србије, Београд, 2024.

#### Појединачни наслови
- Vladan Desnica, Zasluženi odmor: kratke novele iz ostavštine, Priredio Vladan Bajčеta, Filozofski fakultet, Zagreb, 2020.
- Vladan Desnica, Zasluženi odmor: kratke novele iz ostavštine (2. izdanje), Priredio Vladan Bajčеta, Dereta, Beograd, 2023.
- Vladan Desnica, Sabrane priče, Priredio Vladan Bajčеta, Dereta, Beograd, 2024.
- Ranko Marinković, Kiklop, Priredio Vladan Bajčeta, Kontrast, Beograd, 2024.

#### Зборници
- Авангарда и коментари, Уредили Игор Перишић и Владан Бајчета, Међународни научни зборник радова у част професора Гојка Тешића, Институт за књижевност и уметност, Београд, 2021.
- Књижевност и стрип, Уредили Тијана Тропин и Владан Бајчета, Институт за књижевност и уметност, Београд, 2025.

### Библиотека "Михизови сусрети"
- Михизов век: зборник поводом стогодишњице пишчевог рођења (1922–2022), Уредио Владан Бајчета, Матица српска / Српска читаоница, Нови Сад / Ириг, 2022.
- Импресионистичка и стваралачка критика: зборник са првих Михизових сусрета (2022), Уредио Владан Бајчета, Матица српска / Српска читаоница, Нови Сад / Ириг, 2023.
- Драма Михизовог доба: зборник са других Михизових сусрета (2023), Уредио Владан Бајчета, Матица српска / Српска читаоница, Нови Сад / Ириг, 2024.

## Галерија
- Промоција књиге
- Потписивање књиге
- Матија Бећковић и Владан Бајчета